# Edda Fabbri
Edda Fabbri   (Montevideo, 1949) és una escriptora uruguaiana. Va ser guanyadora del premi Casa de las Amériques per la seva novel·la testimonial Oblivion, que narra les seves experiències com a presa política de la dictadura cívic-militar d'Uruguai.

## Biografia
L'interès d'Edda Fabbri en els moviments d'esquerra va començar a la seva llar des d'una primerenca edat, quan analitzava els discursos de Fidel Castro. Més endavant, durant les dècades del 1960 i 1970, va estudiar a la Facultat de Medicina, on es va inserir en el moviment estudiantil contestatari.
El 1971 es va incorporar al Moviment d'Alliberament Nacional-Tupamaros. Uns mesos després va estar presa a la Presó de Cabildo, on a més de preses polítiques havien detingudes per delictes comuns. Un mes després va aconseguir escapar al costat de 37 recluses a través de túnels del lloc en l'anomenada Operació Estrella, en qual van rebre ajuda de companys del moviment que estaven donant suport a la fugida des de l'exterior. Després de nou mesos en llibertat, el 1972 va estar presa novament a Punta de Rieles, on va romandre reclosa els següents 13 anys. Al febrer de 1985, va sortir de la presó costat d'un altre grup de preses polítiques. En aquest moment, va tenir una filla anomenada Rosario amb la seva parella. Més endavant, va néixer el seu segon fill, Pedro.
El seu primer llibre Oblivion va obtenir el Premi Literari Casa de las Américas de literatura testimonial el 2007. Altres contes d'aquesta autora han estat inclosos en Memorias para armar II (2000) i Exilios y tangueces (2009).
Actualment, treballa en diverses publicacions periòdiques, i des de l'any 2000 col·labora en el setmanari Brecha.

## Oblivion
L'obra autobiogràfica Oblivion està composta per una sèrie de relats fragmentaris de la vida a la presó de dones de Punta de Rieles. La narració comença el dia de l'alliberament de les preses polítiques, el 14 de març de 1985, per remuntar-se a diverses escenes de la vida quotidiana a la presó, que donen nom als capítols, com El corredor, El treball, El cinema, l'esbarjo, La reixa.
Aquest llibre ha estat analitzat per diversos acadèmics com una peça en el límit entre la literatura testimonial i l'autoficció. Fabbri tria no centrar-se en els fets i desconfiar dels records, per construir un relat fet de fragments, entenent que: «La memòria no és el que va passar, són les seves petjades». D'aquesta manera, Oblivion ha cridat l'atenció en el marc de la narració carcerària canònica per la forma inusual en què s'articula vivència personal, memòria individual i experiència col·lectiva.
El llibre va resultar guanyador del premi Casa de las Américas, per ser considerat pel jurat «una història de gran valor testimonial i literari que demostra no només un eficient ús de les tècniques narratives sinó, a més, una valuosa sensibilitat que enriqueix i sincera el relat».

## Obres
- Oblivion (2007).
- Cometa en Montevideo (2007).
- Fabular un país, testimoniar una literatura (2013).